# Nowe Ślepce
Nowe Ślepce – osada w Polsce położona w województwie zachodniopomorskim, w powiecie świdwińskim, w gminie Sławoborze. Wieś wchodzi w skład sołectwa Stare Ślepce.
W latach 1975–1998 miejscowość administracyjnie należała do województwa koszalińskiego.